# قياس الضغط (فيزياء)
قياس الضغط (بالإنجليزية: Pressure measurement)‏ هو قياس القوة المطبقة بواسطة مائع (سائل أو غاز) على السطح. يقاس الضغط عادة بوحدات القوة لكل وحدة مساحة السطح. طورت العديد من التقنيات لقياس الضغط والفراغ. تسمى الأدوات المستخدمة لقياس وعرض الضغط ميكانيكيًا مقاييس الضغط أو مقاييس الفراغ أو المقاييس المركبة (الفراغ والضغط). مقياس بوردون المستخدم على نطاق واسع هو جهاز ميكانيكي، يقوم بالقياس والإشارة، وربما يكون أفضل أنواع المقاييس المعروفة.